# Dieta mediterránea
La dieta mediterránea es el modo de alimentarse basado en la cocina tradicional de la cuenca mediterránea. Esto lo diferencia de la gastronomía mediterránea, la cual se da de forma natural en los países mediterráneos y es inherente a ellos; cuando se habla de «dieta mediterránea» se hace referencia a la adopción consciente de los patrones alimenticios (dieta) propios del Mediterráneo, pero que se puede dar en cualquier lugar del mundo y por cualquier persona.
La dieta mediterránea se caracteriza por un alto consumo de productos vegetales, como frutas, verduras, legumbres, frutos secos y cereales integrales, el uso de aceite de oliva virgen extra como principal fuente de grasa; un consumo moderado de pescado y aves; un bajo consumo de carnes rojas y procesadas; y un consumo moderado de vino tinto durante las comidas, considerando las recomendaciones de salud pública sobre el consumo de alcohol. 

## Historia
Las primeras referencias científicas a una dieta mediterránea son del año 1948 cuando el epidemiólogo Leland G. Allbaugh estudió el modo de vida de los habitantes de la isla de Creta y, entre otros aspectos, comparó su alimentación con la de Grecia y EE. UU. Por su parte, el fisiólogo estadounidense Ancel Keys, que encabezó un estudio sobre las enfermedades coronarias, el colesterol de la sangre y el estilo de vida de siete países (Italia, Yugoslavia, Grecia, Países Bajos, Finlandia, EE. UU. y Japón) tras la Segunda Guerra Mundial, contribuyó a su difusión. 
Keys y sus colaboradores apreciaron que la incidencia de las enfermedades coronarias era menor en las zonas rurales del sur de Europa y en Japón. Sospecharon que había un factor protector en el estilo de vida, que etiquetaron como "manera mediterránea" (mediterranean way). Describieron este estilo de vida como "muy activo físicamente (por la escasa mecanización del agro), frugal, y con una ingestión predominante de productos vegetales y reducida en productos de origen animal". La posterior difusión de sus resultados asimiló el concepto de "estilo mediterráneo" con el de "dieta mediterránea".

## Propiedades
Diversos estudios han demostrado que la dieta mediterránea tiene efectos beneficiosos sobre la salud cardiovascular, metabólica, cognitiva y reproductiva. A pesar de tener un mayor contenido en grasas que otras dietas occidentales, se asocia con una menor incidencia de enfermedades cardiovasculares, lo que se atribuye a su alta proporción de ácidos grasos monoinsaturados, especialmente del aceite de oliva virgen extra, y al consumo de pescado azul, rico en ácidos grasos omega 3.
Compuestos bioactivos como los estilbenos (presentes en la piel de la uva) y los lignanos (abundantes en las aceitunas, semillas de lino, sésamo y cereales integrales) han sido asociados a una menor mortalidad general y efectos antiinflamatorios. Asimismo, existe evidencia de que este patrón dietético contribuye a prevenir el deterioro cognitivo leve y puede ralentizar la progresión hacia la enfermedad de Alzheimer.
En el ámbito metabólico, seguir una dieta mediterránea se asocia a un menor índice de obesidad abdominal, lo que se traduce en una reducción del riesgo de diabetes tipo 2, hipertensión arterial, accidentes cerebrovasculares e infarto. De hecho, se ha observado una disminución de hasta el 30 % en la incidencia de diabetes tipo 2, incluso sin necesidad de reducir la ingesta calórica o aumentar la actividad física. También se ha relacionado con una mejora en la fertilidad y el desarrollo embrionario.
Investigaciones recientes han ampliado la comprensión de los beneficios de este patrón dietético. El estudio español PREDIMED-Plus ha demostrado que una intervención intensiva basada en la dieta mediterránea mejora marcadores inflamatorios, el control glucémico y la función endotelial, además de favorecer la pérdida de peso y la adherencia a hábitos saludables a largo plazo.
También se ha encontrado una asociación entre la dieta mediterránea y una menor prevalencia de síntomas depresivos y ansiedad, posiblemente mediada por su alta densidad de nutrientes, compuestos antiinflamatorios y el papel de la microbiota intestinal en el eje intestino-cerebro. Este patrón dietético se ha relacionado con una mayor diversidad microbiana intestinal, lo que podría tener implicaciones en la prevención de enfermedades inflamatorias crónicas y en el mantenimiento del sistema inmunitario.
Por otra parte, organismos como la FAO y la EAT-Lancet Commission han reconocido la dieta mediterránea como un modelo de alimentación saludable y sostenible. Su énfasis en productos vegetales, locales y de temporada la convierte en un patrón con bajo impacto ambiental, que puede contribuir simultáneamente a la salud humana y a la del planeta.
Finalmente, se han comenzado a explorar sus efectos en la epigenética y el envejecimiento saludable, con evidencia preliminar de que los polifenoles y antioxidantes presentes en la dieta mediterránea podrían modular la expresión génica y reducir el daño oxidativo, ralentizando potencialmente el envejecimiento celular.

## Estudios sobre la dieta mediterránea
En un estudio realizado en 2012 en una muestra de 11015 universitarios, se constató que las personas que seguían con regularidad una dieta mediterránea, obtuvieron mejor puntuación en la escala "Health-Related Quality of Life (HRQOL)" relacionada con la calidad de vida, que incluye variables de salud tanto físicas como mentales.
Un artículo de 2024 revisó el potencial terapéutico de los compuestos bioactivos presentes en extractos de plantas seleccionadas de los componentes de la dieta mediterránea. Este trabajo exploró sus mecanismos de acción, evidencia clínica y posibles efectos adversos en relación con las enfermedades cardiovasculares. El estudio destacó el papel beneficioso que estas sustancias podrían desempeñar en la promoción de la salud cardiovascular. 
No obstante, la difusión mundial de la dieta mediterránea es uno de los principales factores que están contribuyendo al creciente aumento de casos de enfermedad celíaca, sensibilidad al gluten no celíaca y otros trastornos relacionados con el gluten, debido al elevado consumo de alimentos que contienen gluten.
Un estudio ecológico publicado en Frontiers in Nutrition en 2021 encontró una asociación negativa entre la adherencia a la dieta mediterránea y los casos y muertes relacionadas con COVID-19 en España y otros 23 países de la OCDE, sugiriendo que una mayor adherencia a esta dieta podría estar relacionada con una menor incidencia y mortalidad por COVID-19.
Además, investigaciones han demostrado que seguir una dieta mediterránea puede reducir el riesgo de muerte prematura en un 23% . Este patrón alimentario también se asocia con una disminución del riesgo de enfermedades cardiovasculares, diabetes tipo 2, ciertos tipos de cáncer y deterioro cognitivo.

## Nutrición
La dieta mediterránea se considera una dieta saludable porque aporta sustancias nutricionales verdaderamente cardioprotectoras, de las cuales las más importantes son los antioxidantes. Éstos impiden la oxidación del colesterol LDL, evitando así que se adhieran a las paredes celulares de las arterias (que da inicio al proceso de aterosclerosis). Sin embargo, se ha podido observar que el colesterol en la sangre no es el único factor determinante. La dieta mediterránea aporta otras sustancias antioxidantes: las vitaminas E, A y C, los flavonoides y los polifenoles, siendo la primera la más importante. De hecho, en un estudio de 1991 se percibió la falta de vitamina E como uno de los principales predictores de riesgo de colesterol e hipertensión, y en otro estudio de 1993 se sugiere que incluir vitamina E en la dieta reduce la mortalidad cardiovascular.
| Antioxidante | Alimentos que lo contienen |
| ------------ | --- |
| Vitamina E   | aceite de oliva, (y, en menor medida) otros aceites vegetales, trigo, nueces, almendras (frescas), verduras (sobre todo crudas) |
| Vitamina A   | zanahorias, patatas, verduras de hoja, brócoli, lechuga, calabaza, albaricoque                                                  |
| Vitamina C   | naranjas y limones, uva, fresa, tomate, pimiento, patatas y pimentón                                                            |
| Flavonoides  | cebolla, manzana, arándanos, ciruelas, bayas, naranjas, fresas, espinacas, té, vino                                             |
| Polifenoles  | uva negra, frutos oscuros, vino tinto                                                                                           |

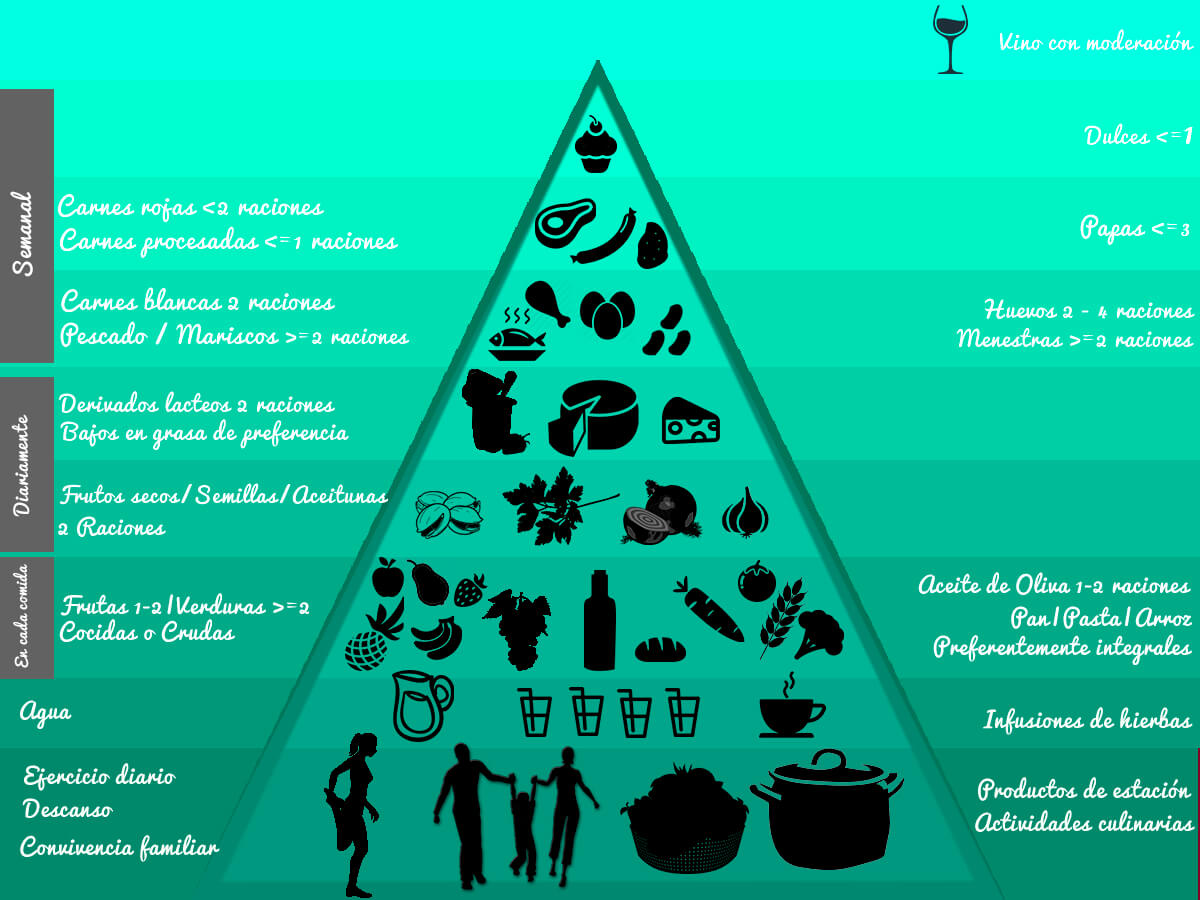
Pirámide alimentaria basada en la dieta mediterránea.

En los países mediterráneos la pirámide de la dieta mediterránea se ha actualizado para adaptarse al estilo de vida actual en la nueva pirámide de la dieta mediterránea. Se recomiendan unas proporciones de los distintos grupos de alimentos, la composición de las comidas principales y además se incorporan la manera de seleccionar, cocinar y de consumir dichos alimentos.

## Declaración como Patrimonio de la Humanidad
El 16 de noviembre de 2013 fue declarada Patrimonio Cultural Inmaterial de la Humanidad en una denominación conjunta de España, Grecia, Italia y Marruecos. Previamente, en 2007, el Gobierno español propuso la candidatura de la dieta mediterránea para su inclusión en la lista del Patrimonio Cultural Inmaterial de la Humanidad, pero fue rechazada en la conferencia internacional que la Unesco realizó en Nairobi. En 2013, la Unesco acordó que la dieta mediterránea sea inscrita como Patrimonio Cultural Inmaterial de la Humanidad en Chipre, Croacia y Portugal, tres años después de aprobar este requisito para España, Grecia, Italia y Marruecos.

## Riesgos
El consumo moderado de vino, propio de la dieta mediterránea, aumenta el riesgo de padecer ciertas enfermedades, como diversos tipos de cánceres. Por otra parte, la dieta mediterránea puede incluir cantidades moderadas de carne roja y/o procesada, asociadas ambas al desarrollo de cáncer colorrectal. Se ha advertido también de la presencia de metales pesados en el pescado, por lo que se recomiendan ciertas pautas específicas de consumo.

## Crítica
La dieta mediterránea, tal cual se planteó, nunca ha sido consumida tradicionalmente en ningún país mediterráneo. Los estudios epidemiológicos muestran que el consumo de huevos, por ejemplo, se situaría en torno a los diez huevos por semana, el consumo de carnes o pescados es diario, y el consumo de helados y otros dulces era comparable al de fruta como postre, etc. Cuando Keys analizó la dieta de Creta en los años 1950, la comida estaba bastante racionada, y quizás en ese tiempo la dieta cotidiana de los cretenses se pareciera más a la que él propuso.[cita requerida]
Por otro lado, Keys se apoyó en la imagen de salud proyectada por los países mediterráneos entre los estadounidenses para formular una dieta más racional, pues la dieta norteamericana de su época abusaba del consumo de ciertos productos (carne, huevos y mantequilla) e ignoraba otros (verduras y pescado). Acabó formulando una dieta en la que predominaban los productos vegetales, complementada con cantidades justas de carne y pescado.
En el caso de España:

"Aunque nuestro imaginario colectivo nos dice que todos nuestros abuelos seguían la dieta mediterránea, debemos recordar que, hasta los años 60 y 70, la alimentación que la mayoría de los españoles tomaba estaba formada mayoritariamente por cereales, patatas y legumbres, y no se comían tantas verduras, frutas y pescado como mandan los cánones de este régimen alimenticio (que, por otra parte, no han sido estandarizados hasta hace unos pocos años).

Para más inri, en los años 70, cuando aumentó de forma notable la producción de frutas, hortalizas y aceite de oliva, se priorizó su exportación sobre el consumo nacional, y los españoles no pudieron disfrutar de estos nuevos recursos hasta los años 80.

Es especialmente paradigmático el caso del aceite de oliva: en los años 70 aumentó notablemente su producción, pero debido a que su exportación permitía una obtención rápida de divisas, internamente se fomentaba el consumo de aceite de soja y de girasol –lo que además era beneficioso para la industria ganadera–. No es de extrañar, por tanto, que en estos años disminuyera su consumo, que sólo repuntó a partir de los años 90."